# Фрідріх Авґуст Гербіґ
Фрідріх Авґуст Гербіґ (28 лютого 1794, Потсдам — 13 вересня 1849, Берлін) — німецький видавець і книготорговець, брат митця Вільгельма Гербіґа.

## Життя
Гербіґ здобув освіту продавця книг у книжковому магазині Nauck у Берліні. У 1820 році він купив видавництво Ф. Шаде, а наступного року заснував видавництво Фрідріха Авґуста Гербіґа. Гербіґ публікував книги різних літературних напрямів і жанрів, серед них перший великий туристичний путівник у Німеччині, який пізніше переклали французькою мовою.
Гербіґ підтримував контакти з відомими письменниками, поетами та художниками, такими як брати Ґрімм, Ахім і Беттіна фон Арнім, Йоганн Ґотфрід Шадов і Карл Беґас.
Гербіґа поховано на південно-західному церковному цвинтарі Штансдорфа.

## Вебпосилання
- Книговидавництво Herbig